# Race of Champions (Brands Hatch)
Race of Champions je bila neprvenstvena dirka Formule 1, ki je med letoma 1965 in 1983 potekala na angleškem dirkališču Brands Hatch pri Kentu in je običajno privabila mnoge znane dirkače in moštva iz Formule 1.

## Zmagovalci
| Leto | Dirkač             | Konstruktor | Poročilo |
| ---- | ------------------ | ----------- | -------- |
| 1983 | Keke Rosberg       | Williams    | Poročilo |
| 1979 | Gilles Villeneuve  | Ferrari     | Poročilo |
| 1977 | James Hunt         | McLaren     | Poročilo |
| 1976 | James Hunt         | McLaren     | Poročilo |
| 1975 | Tom Pryce          | Shadow      | Poročilo |
| 1974 | Jacky Ickx         | Lotus       | Poročilo |
| 1973 | Peter Gethin       | Chevron †   | Poročilo |
| 1972 | Emerson Fittipaldi | Lotus       | Poročilo |
| 1971 | Clay Regazzoni     | Ferrari     | Poročilo |
| 1970 | Jackie Stewart     | March       | Poročilo |
| 1969 | Jackie Stewart     | Matra       | Poročilo |
| 1968 | Bruce McLaren      | McLaren     | Poročilo |
| 1967 | Dan Gurney         | Eagle       | Poročilo |
| 1965 | Mike Spence        | Lotus       | Poročilo |

† Dirkalnik Formule 5000